# Yoldiella profundorum
Yoldiella profundorum är en musselart som först beskrevs av James Cosmo Melvill och Standen 1912.  Yoldiella profundorum ingår i släktet Yoldiella och familjen Yoldiidae. Inga underarter finns listade i Catalogue of Life.